# André Chouraqui

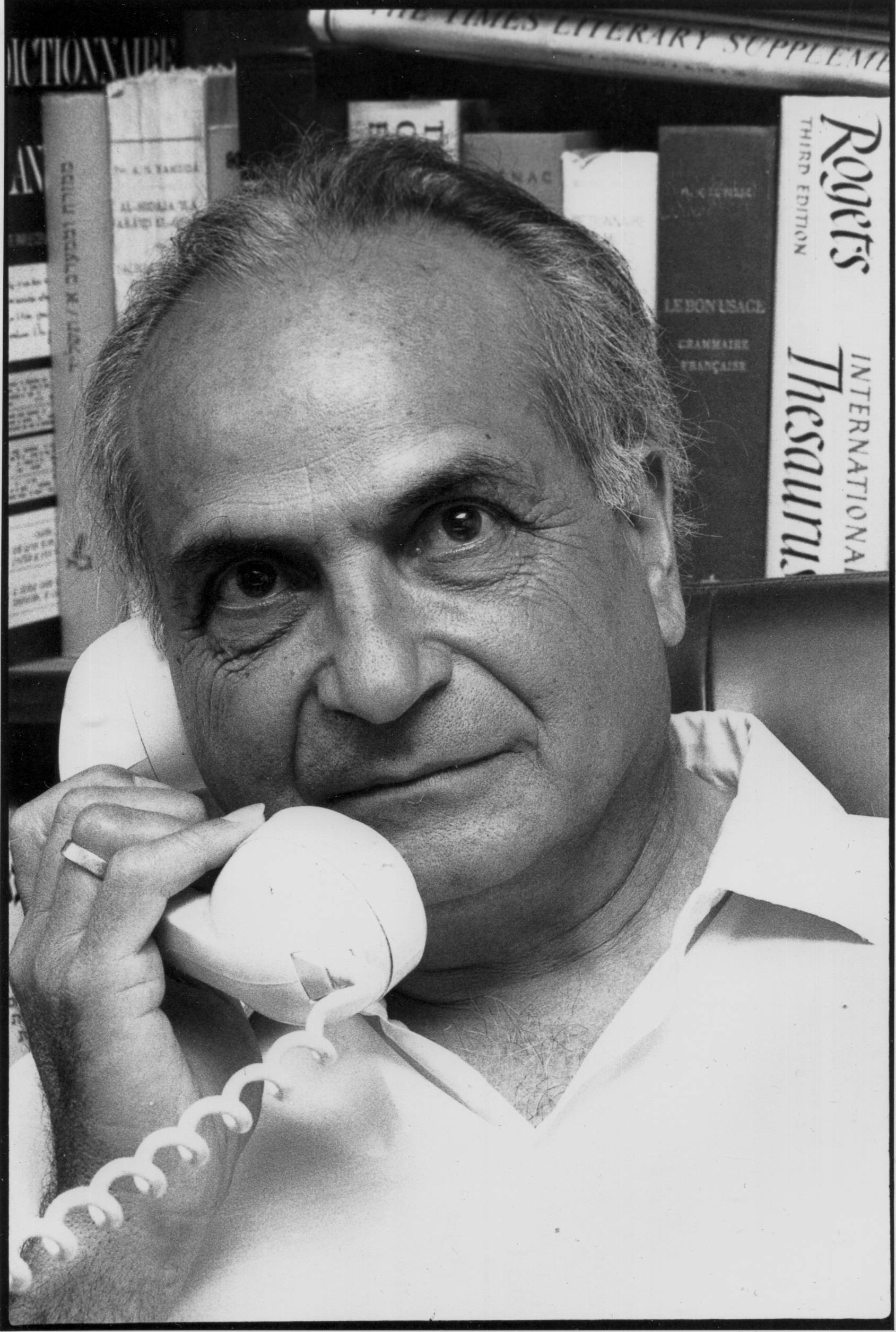
André Chouraqui (1979)

Nathan André Chouraqui (* 11. August 1917 in Ain Temouchent, Algerien; † 9. Juli 2007 in Jerusalem) war ein französisch-israelischer Jurist, Politiker und Schriftsteller.

## Leben
André Chouraqui studierte ab 1935 Rechtswissenschaften und Jüdisches Recht in Paris. Im Zweiten Weltkrieg gehörte er der französischen Résistance an. Unter anderem gehörte er zum Unterstützernetz untergetauchter jüdischer Flüchtlinge im Untergrund in der Gegend um Le Chambon-sur-Lignon für das französische Œuvre de secours aux enfants (OSE), ein Kinderhilfswerk. Von 1945 bis 1947 war er als Anwalt in Algier tätig. 1948 wurde er an der Pariser Sorbonne promoviert. Er lebte bis 1952 in Algerien.
1958 wanderte er nach Israel aus. Von 1959 bis 1963 war er Berater des ersten israelischen Ministerpräsidenten David Ben-Gurion, ab 1965 Stellvertreter des Jerusalemer Bürgermeisters Teddy Kollek. Chouraqui ist der Autor zahlreicher Sachbücher, aber auch von Erzählungen und Theaterstücken. Er wurde bekannt mit seiner 26-bändigen Bibelübersetzung sowie der Koranübersetzung ins Französische aus den Jahren 1987 und 1990. Mit Kardinal Jean Daniélou gründete er 1967 den Verein Fraternité d'Abraham zur Förderung des interreligiösen Dialogs.
Seine Bücher wurden in 16 Sprachen übersetzt. Er war Mitglied des Jewish Committee for Interreligious Consultations of Israel, der Association Internationale pour la défense de la liberté religieuse (AIDLR, „Internationale Vereinigung zur Verteidigung und Förderung der Religionsfreiheit, IVVFR“) sowie Mitglied des Angelo Giuseppe Roncalli International Committee und der Raoul-Wallenberg-Stiftung.

## Ehrungen (Auswahl)
- 1993: Dr.-Leopold-Lucas-Preis
- 1996: Ordre des Arts et des Lettres (Kommandeur)[4]
- 2003: Raoul Wallenberg Award

## Veröffentlichungen
- Übersetzung, La Bible, Paris, Desclée de Brouwer, 2010 (ISBN 978-2-220-05811-5 und 2-220-05811-5).
- Histoire du judaïsme, Paris, Presses universitaires de France, 1957, 128 p. (ISBN 2-13-052574-1).
- L’Alliance Israélite Universelle, Presses universitaires de France, Paris 1965.
- La pensée juive, Paris, Presses universitaires de France, 1965, 128 p. (ISBN 2-13-045080-6).
- La Vie Quotidienne des Hébreux au temps de la Bible, Rois et Prophètes, Paris, Hachette, 1971, 263 p.
- Vivre pour Jérusalem, Paris/Bruges, Desclée de Brouwer/Les Presses Saint-Augustin, 1973, 307 p.
- La Vie Quotidienne des Hommes de la Bible, Paris, Hachette, 1978, 406 p.
- Moïse : voyage aux confins d’un mystère révélé et d’une utopie réalisable, Paris, Flammarion, 1997, 501 p. (ISBN 2-08-081348-X).
- L’amour fort comme la mort : une autobiographie, Monaco, Ed. du Rocher, 1998, 544 p. (ISBN 2-268-02887-9).
- Le destin d'Israël : correspondances avec Jules Isaac, Jacques Ellul, Jacques Maritain, Marc Chagall et Paul Claudel, Paris, Parole et silence, 2007 (ISBN 2845733348).
- Les Dix commandements aujourd’hui : dix paroles pour réconcilier l’homme avec l’humain, Paris, Pocket, 2005, 286 p. (ISBN 2-266-11947-8).
- mit Gaston-Paul Effa, Le Livre de l’Alliance, Paris, Bibliophane, 2003 (ISBN 2869700911).
- Bahya ibn Paquda : les Devoirs des cœurs, Paris, Bibliophane, 2002 (ISBN 2869700709).
- Le Coran : l’appel, Paris, Robert Laffont, 1990 (ISBN 2221069641).
- Les juifs. Dialogue entre Jean Daniélou et André Chouraqui, Paris, Beauchesne, collection « Verse et controverse ».
- mit Aude de Kerros, Le cœur d’amour épris, Institut de l’Internet et du Multimédia, 2011–2012, 50 p.
- mit Léon Ashkenazi und Denis Charbit, À l’heure d’Israël, Paris, Albin Michel, 2018.